# Nailloux
Nailloux – miejscowość i gmina we Francji, w regionie Oksytania, w departamencie Górna Garonna.
Według danych na rok 1990 gminę zamieszkiwało 1 026 osób, a gęstość zaludnienia wynosiła 55 osób/km² (wśród 3020 gmin regionu Midi-Pyrénées Nailloux plasuje się na 329. miejscu pod względem liczby ludności, natomiast pod względem powierzchni na miejscu 606.).